# The Nile Hilton Incident
The Nile Hilton Incident is een Zweedse film uit 2017, geschreven en geregisseerd door Tarik Saleh. De film ging op 21 januari in première op het Sundance Film Festival waar hij bekroond werd met de World Cinema Grand Jury Prize: Dramatic.

## Verhaal
Met de Egyptische revolutie op de achtergrond onderzoekt een politieagent de moord op een vrouw. Wat in eerste instantie een gewone moord op een prostituee lijkt, blijkt het een meer gecompliceerde zaak te worden die leidt  naar de elite in Egypte.

## Rolverdeling
| Acteur         | Personage              |
| -------------- | ---------------------- |
| Fares Fares    | Noredin                |
| Ger Duany      | Clinton                |
| Slimane Dazi   | man met de groene ogen |
| Mohamed Yousry | Momo                   |

## Ontvangst
The Nile Hilton Incident won verschillende prijzen op internationale filmfestival waaronder de prijs voor beste film op het internationaal filmfestival van Valladolid. De film kreeg positieve kritieken van de filmcritici met een score van 87% op Rotten Tomatoes, gebaseerd op 38 beoordelingen. In Zweden werd de film acht maal genomineerd voor de Guldbagge-prijzen waarvan er vijf gewonnen werden (onder andere beste film en beste acteur).

## Prijzen en nominaties
De belangrijkste:
| Jaar | Prijs                  | Categorie                               | Genomineerde(n)  | Uitslag  |
| ---- | ---------------------- | --------------------------------------- | ---------------- | -------- |
| 2018 | Guldbagge              | Beste film                              | Beste film       | Gewonnen |
| 2018 | Guldbagge              | Beste mannelijke hoofdrol               | Fares Fares      | Gewonnen |
| 2018 | Guldbagge              | Beste kostuumontwerp                    | Louize Nissen    | Gewonnen |
| 2018 | Guldbagge              | Beste productieontwerp                  | Roger Rosenberg  | Gewonnen |
| 2018 | Guldbagge              | Beste geluid                            | Fredrik Ronsäter | Gewonnen |
| 2017 | Sundance Film Festival | World Cinema Grand Jury Prize: Dramatic | Tarik Saleh      | Gewonnen |